# Huta Suhut
Huta Suhut is een bestuurslaag in het regentschap Tapanuli Selatan van de provincie Noord-Sumatra, Indonesië. Huta Suhut telt 942 inwoners (volkstelling 2010).